# Selenitza
Selenitza (słow. Palec) to szczyt w paśmie Karawanki w Alpach, na granicy między Słowenią a Austrią. Na zachód od szczytu leżą inne szczyty pasma: Vrtača, Zelenjak, Orlice i dalej Hochstuhl. Od północnej strony (austriackiej) szczyt opada stromymi 500-metrowymi ścianami.